# Jaakko Kuusisto
Jaakko Kuusisto (Helsinki, 17 januari 1974 – Oulu, 23 februari 2022) was een Fins dirigent, violist en componist.

## Biografie
Kuusisto werd geboren binnen een muzikaal gezin. Zijn vader Ilkka Kuusisto is componist; zijn broer Pekka Kuusisto is ook violist, maar hij gebruikt ook de elektrische variant.
Hij kreeg zijn muzikale opleiding aan de Sibeliusacademie en later aan de Universiteit van Indiana. Hij had een nauwe binding met het Symfonieorkest van Lahti en met Osmo Vänskä die daar dirigeerde in de jaren 1998 tot 2012. Tegelijkertijd gaf hij leiding aan het minder bekende Symfonieorkest van Oulu.  Maar belangrijker werden zijn optredens als gastdirigent, eerst bij andere orkesten binnen Finland, maar vervolgens ook in België, Noorwegen en Joegoslavië. Door zijn samenwerking met Vänskä kreeg hij ook toegang tot bijvoorbeeld het Minnesota Orchestra toen Vänskä daar het stokje overnam. Het meest bekende orkest waarvoor hij op de bok stond was het BBC Scottish Symphony Orchestra.
Daarnaast bleef Kuusisto viool spelen, met name de vroege kamermuziek van Jean Sibelius. Verder verscheen een aantal composities van zijn hand. In zijn geboorteland is zijn familieopera Koirien Kalevala (het Finse Kalevala-epos vertaald naar honden) een populair werk binnen het genre. Het kreeg uitvoeringen tijdens het aldaar befaamde Operafestival van Savonlinna.
Kuusisto overleed in februari 2022 op 48-jarige leeftijd aan de gevolgen van een hersentumor, waaraan hij in 2020 reeds geopereerd was.
- Bibsys: 5056252
- Bibliothèque nationale de France: cb14012869k (data)
- CiNii: DA14915459
- Gemeinsame Normdatei: 134937805
- International Standard Name Identifier: 0000 0000 8359 3374
- Library of Congress Control Number: no97026249
- MusicBrainz: 9467df0a-7230-41fc-8019-31d038ffcd39
- Nationale Bibliotheek van Tsjechië: xx0183325
- Nationale Bibliotheek van Israël: 987007434037505171
- Nationale en Universitaire bibliotheek Zagreb: 000563756
- Réseau des bibliothèques de Suisse occidentale: 02-A011266259
- Système universitaire de documentation: 224700448
- Virtual International Authority File: 14970331
- WorldCat: E39PBJw4yBy3j8pJQqkWwwC4v3